# Gorjeira

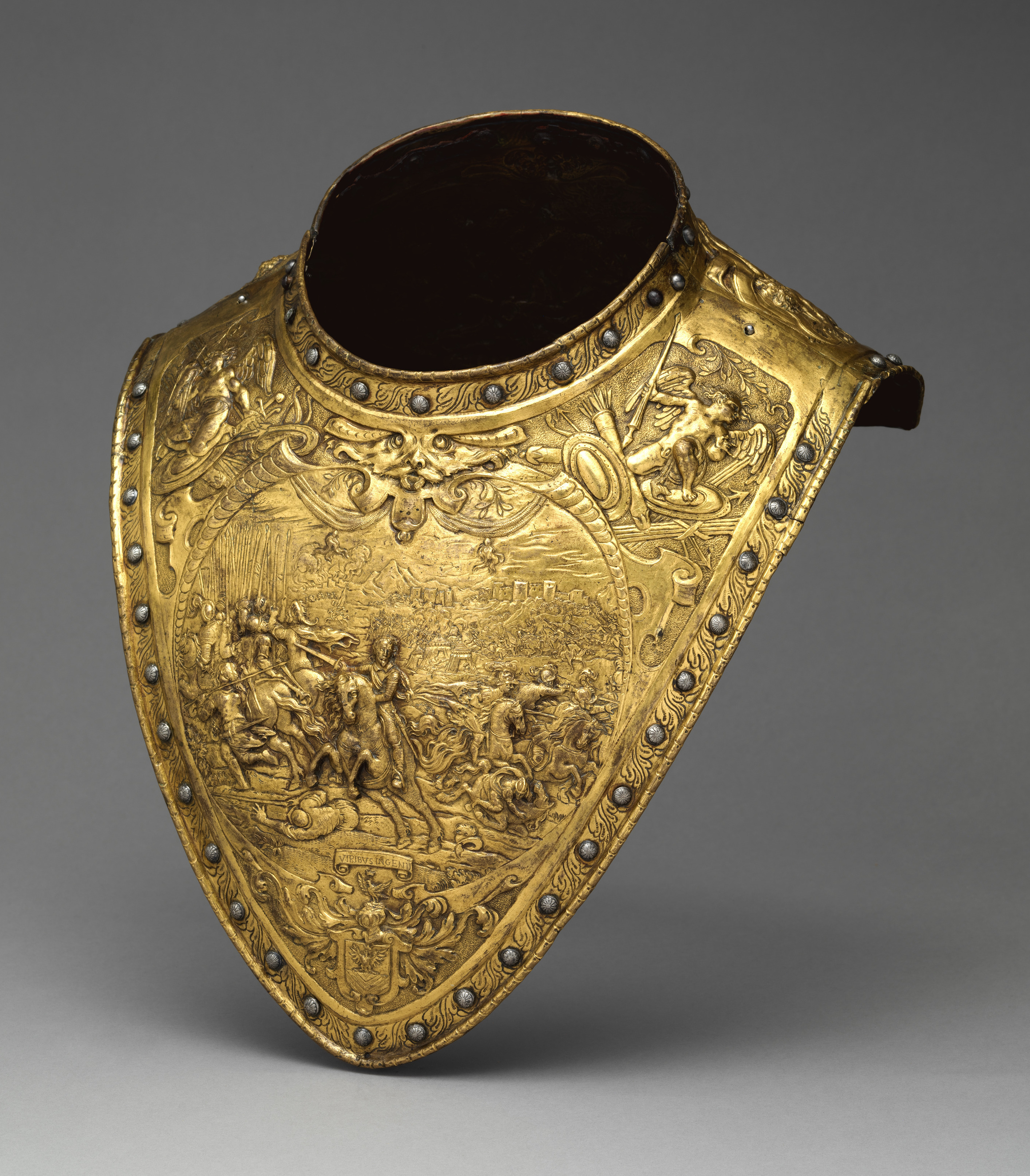
Um gorjal holandês.

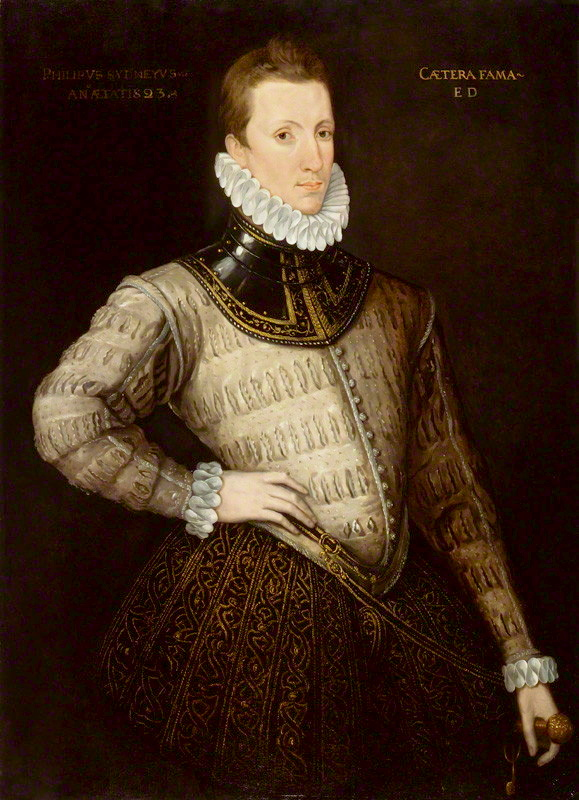
O poeta britânico Philip Sidney, com um gorjal no pescoço.

Gorjeira ou  Gorjal tanto pode ser uma peça de armadura medieval, como um ornamento de pescoço. Enquanto ornamento de pescoço, originalmente consistia numa tira de linho enrolada em volta do pescoço e cabeça existente no vestuário feminino no período medieval.
O termo também parece ser usado para outras peças, como as jóias usadas em torno da região da garganta em uma série de outras culturas, por exemplo, os colares de ouro estreitos encontrados na Irlanda da Idade do Bronze.

## Etimologia
Ambos os substantivos gorjeira e gorjal provêm do francês gorge que significa garganta.

## Peça de armadura

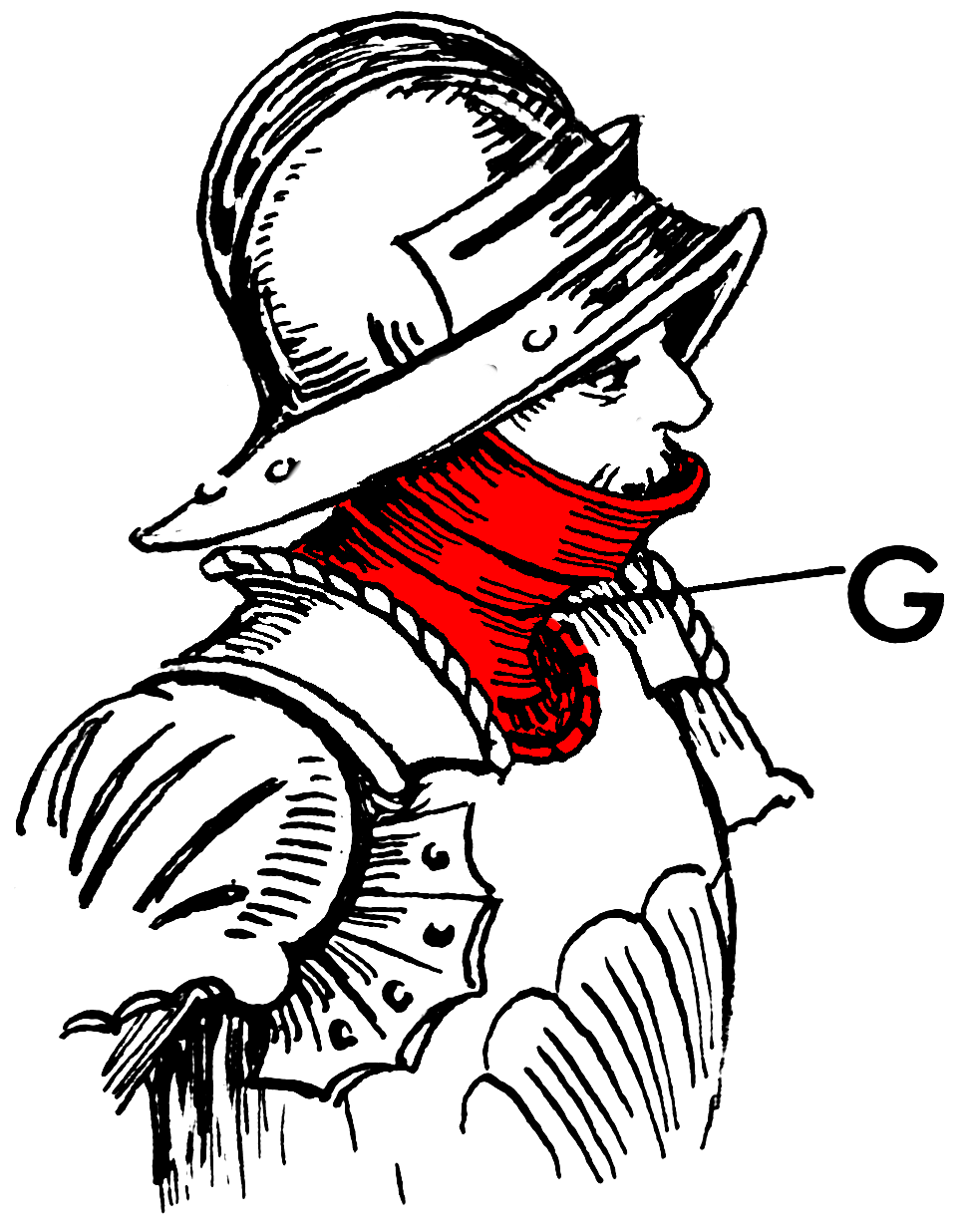
Exemplo de gorjal de placas

O gorjal também foi uma peça de proteção medieval, usada para resguardar o queixo, o pescoço e a clavícula do guerreiro.

### Composição
O gorjal podia ser feito de malha ou então de placas de ferro ou de couro fervido. Por vezes, estes gorjais apresentavam-se forrados, de tecido ou de cabedal.

### Tipos de gorjais medievais
De acordo com historiadores como João Gouveia Monteiro e Alvaro Soler del Campo, o grojal faz parte do arnês do cavaleiro. Sendo por isso feito de placas metálicas e não de malha, como por exemplo o camal. 
Tendo dito isto, há outros historiadores que refutam esta posição doutrinal, afirmando que chegou a haver gorjais de malha metálica e de peças de couro, socorrendo-se, para o efeito, por exemplo, de menções históricas, como as feitas pelo cronista português Fernão Lopes que, ao descrever o equipamento do defensor de Guimarães, durante o cerco liderado por D. João I, em 1395, mencionou a presença de um cavaleiro com gorjal de malha.
Em todo o caso, há autores modernos, como Paulo Jorge Agostinho, que conciliam estas duas posições defendendo que o gorjal de malha mencionado pelo cronista português se trataria de uma variedade particular, daí que tenha sido mencionada expressamente como «huum gorjall de malha». Assim, sustenta que as diferentes variedades de gorjal terão coexistido.

### Distinção com o camal
O camal era uma peça de proteção medieval que consiste num colar ou avental de pescoço, que descaía pelo pelos ombros, feito em malha metálica.  Tratava-se de uma peça diferente do gorjal que, amiúde, chegava a ser uma peça do arnés.
  

De tal maneira que o camal e o gorjal podiam ser usados em conjunto. Com efeito, o cronista português Fernão Lopes, quando escreveu sobre a justa do cerco de Benavente, faz menção de um cavaleiro francês, que foi atingido pela lança, e que se encontrava vestido com dois camais e um gorjal. 
| “ | «E a primeira carreira que coreram, encontrou Maaborny o outro no pescoço; e pero trouuesse dous camaaes e huum gorjall, pasou-lhe todo e teue a llamça da outra parte, e posse-o na pomta della fora da sella» | ” |

## Uniforme militar
No início de 1688, há regulamentos quanto o uso de gorgeiras por oficiais do exército sueco. Para aqueles de posto de capitão a gorjeira era dourada com o monograma do rei sob uma coroa de esmalte azul, enquanto os oficiais menores usavam uma gorgeira banhada em prata com as iniciais em ouro.